# 北秋田市立米内沢小学校
北秋田市立米内沢小学校（きたあきたしりつよないざわしょうがっこう）は、秋田県北秋田市本城にある公立小学校。

## 沿革
- 1875年（明治8年）5月23日 - 龍淵寺の書院を購入して、模様替を施し、当時の御役屋の裏門内空き地に校舎を建築し設置した[1]。
- 2005年（平成17年）3月22日 - 町村合併により、森吉町立から北秋田市立に変更。
- 2013年（平成25年）3月2日 - 市内の小中学校初の太陽光発電パネルが設置された新校舎の竣工式が行われた[2]。
- 2013年（平成25年）4月 - 浦田小学校と統合
- 2024年（令和6年）4月 - 前田小学校と統合

## 通学区域
- 米内沢[3]
- 本城
- 浦田

## 進学先中学校
- 北秋田市立森吉中学校

## 周辺の主な施設
- 北秋田警察署森吉幹部交番
- Aコープもりよし
- 米内沢変電所

## 交通
- 秋田内陸線 米内沢駅より徒歩で約17分
- 秋北バス 「川向バス停」より徒歩で約5分